# Lac de Longet
Le lac de Longet est un lac des Alpes situé en France dans la commune de Saint-Paul-sur-Ubaye, département des Alpes-de-Haute-Provence, non loin de la frontière italienne.

## Situation
Ce lac est situé quelques mètres en contrebas du col de Longet. 

## Hydrologie
Ce lac donne naissance à l'Ubaye, un affluent de la Durance. 